# استاپ‌موشن

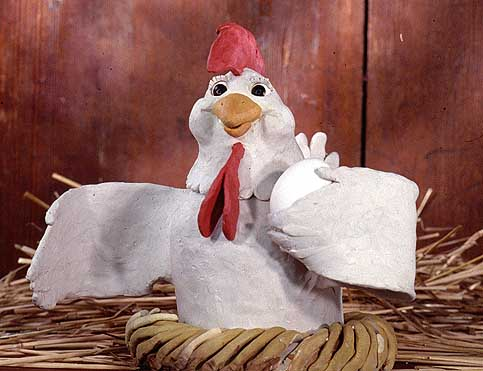
یک مدل خمیری از یک مرغ که برای انیمیشن استاپ موشن طراحی و ساخته شده است

استاپ موشن، یکی از تکنیک‌های انیمیشن‌سازی است؛ که در آن شیء را فریم به فریم حرکت داده و تصویر آن را توسط دوربین ضبط می‌کنند. از توالی این تصاویر به نظر می‌رسد که شیء به خودی خود در حال حرکت است. عروسک‌هایی با مفاصل متحرک یا عروسک‌های ساخته شده با خمیر ویا لگو در این تکنیک کاربرد زیادی دارند. در بسیاری از موارد به جای عروسک از انسان، وسایل خانه، گیاهان و… هم استفاده می‌شود.
انیماتور استاپ موشن باید در ذهنش همه اجسام اطراف را زنده کرده، به آنها حرکت بدهد و هر کار خارق العاده که در دنیای عادی نمی‌شود با آنها انجام داد را رویشان پیاده می‌کند؛ و همین راهی را آغاز میکند برای به ‌وجود آوردن همه آنچه که درون ذهن خلاق انیماتور میگذرد. چرا که در استاپ موشن شما از جادوی حرکت دادن به اشیاء حقیقیِ اطرافتان به جای نقاشی و کاراکترهای نرم‌افزاری استفاده می‌کنید.
در استاپ موشن اجسام اطرافتان می‌توانند به روایت داستان شما کمک کنند و شما را به یک انیمیشن جذاب و خلاقانه برسانند.

## تاریخچه
استاپ موشن تاریخچهٔ دور و درازی در سینما دارد. از آغاز خلقت سینما اغلب سعی بر آن می‌شد تا جادوی حرکت اشیاء توسط خودشان را به نمایش درآورند. اولین استفاده از استاپ موشن از آرتور ملبورن کومر در فیلم مسابقات یک تظاهر ۱۸۹۹ ثبت شده است. اولین تلاش موفق در زمینهٔ استاپ موشن بر می‌گردد به آقایان آلبرت اسمیت و جی. استوارت بلکتون برای فیلم سیرک هامپتی دامپتی، که در آن یک سیرک عروسکی شامل حیوانات و آکروبات بازها به حرکت در می‌آیند. در سال ۱۹۰۲ فیلم در سرگرمی در نانوایی از تکنیک استاپ تریک استفاده شد. جورج ملیس از استاپ موشن برای حرکت دادن حروف کارت‌های تیتراژ در یکی از فیلم‌های کوتاهش، استفاده کرد و نیز بسیاری از جلوه‌های ویژهٔ فیلم‌های او به شیوهٔ استاپ موشن ساخته شده‌اند. در سال ۱۹۰۷ فیلم استاپ موشن جدید جی. استوارت بلکتون به نام The Haunted Hotel ساخته شده و موفقیت‌های قابل توجهی را نیز کسب کرد. از دیگر آثار ساخته شده در آن دوران می‌توان به فیلم‌های زیر اشاره کرد
El Hotel Eléctrico (1907)
A Sculptor's Welsh Rarebit Nightmare (1908)
The Automatic Moving Company (1912)
The Beautiful Lukanida (1910)
The Battle of the Stag Beetles (1910)
The Ant and the Grasshopper (1911).
یکی از اولین انیمیشن‌های خمیری Modelling Extraordinary بود که در سال ۱۹۱۲ تماشاگران را بهت زده کرد. در دسامبر ۱۹۱۶ اولین قسمت از Miracles in Mud برای پردهٔ عریض آمد. در همان ماه، اولین انیماتور زن به نام هلنا اسمیت دیتون (Helena Smith Dayton) شروع به تجربه در زمینهٔ انیمیشن خمیری کرد. او اولین فیلمش را بر اساس رومئو و جولیت از شکسپیر در سال ۱۹۱۷ ارائه کرد.
یکی دیگر از انیماتورهای با ذوق استاپ موشن ویلیس اوبرین نام دارد. کار او در دنیای گمشده (۱۹۲۵) کاملاً شناخته شده‌است اما عمدهٔ معروفیت او به خاطر کینگ کونگ می‌باشد.

### امروز

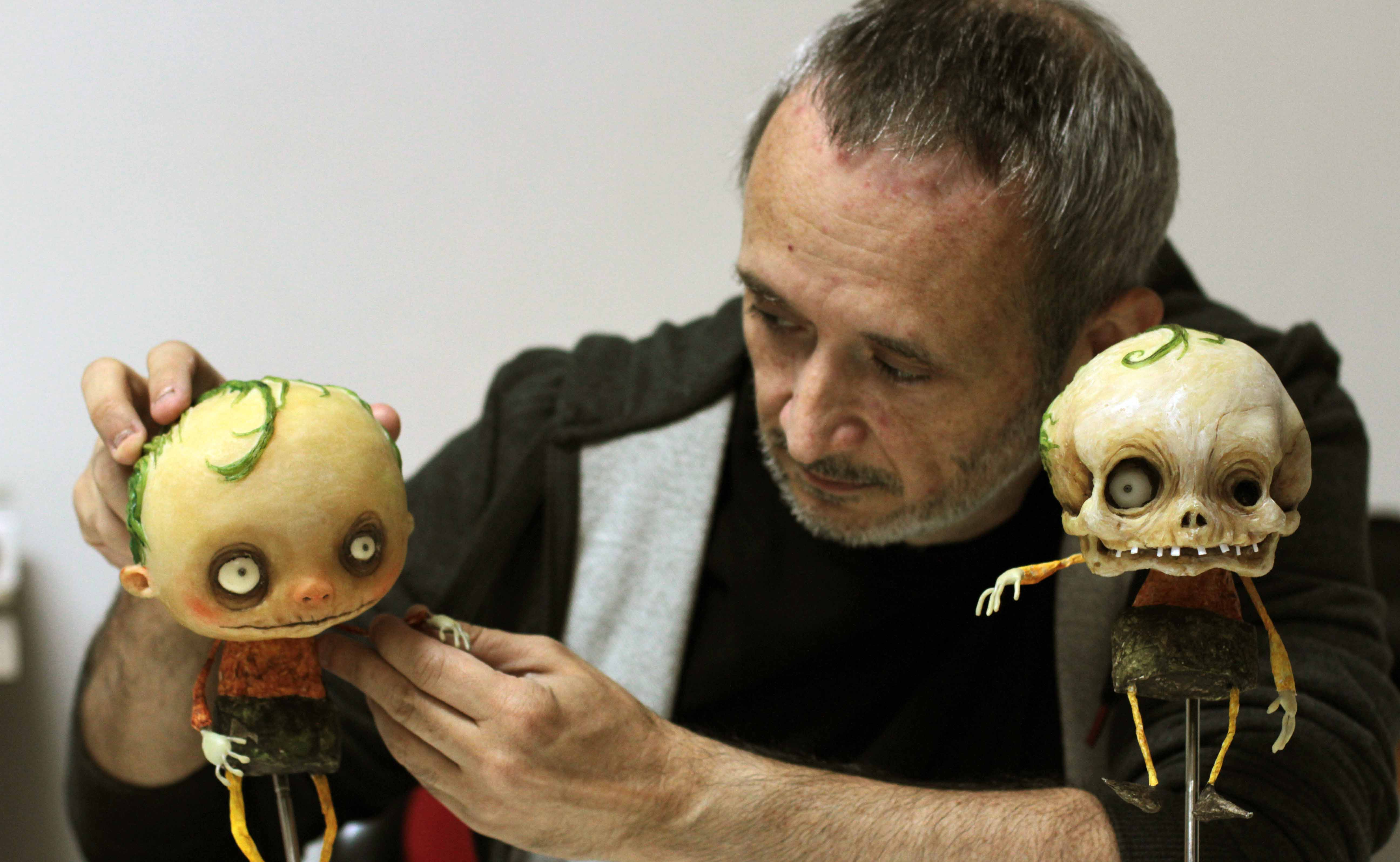
Stefano Bessoni,فیلم ساز، انیماتور استاپ موشن و تصویرساز ایتالیایی در حال کار بر روی Gallows Songs (2014)

در دههٔ ۷۰ و ۸۰ کمپانی آی ال ام از استاپ موشن برای جلوه‌های ویژهٔ فیلم‌هایش از قبیل جنگ ستارگان، بازگشت جدای و امپراتوری ضربۀ متقابل می‌زند، استفاده کرد. بسیاری از سکانس‌های فیلم مهاجمان صندوق گمشده که شامل ارواح هستند و نیز دو قسمت اول از سری پلیس آهنی از تکنیک استاپ موشن بهره می‌برند.
در انگلستان کمپانی آردمن انیمیشن رشد کرد.
کانال ۴ سریال انیمیشنی بر اساس صداهای واقعی ضبط شده ساخت که تکه‌های مکالمه نام داشت. در سال ۱۹۹۰، انیمیشن Creature Comforts که توسط نیک پارک پارک ساخته شده بود اسکار بهترین پویانمایی کوتاه را از آن خود کرد.
یکی از معروف‌ترین آثار استاپ موشن که در دههٔ ۹۰ ساخته شده‌است، کابوس قبل از کریسمس نام دارد که توسط هنری سلیک کارگردانی شده و تیم برتون آن را تهیه کرده‌است. بعد از آن هنری سلیک فیلم‌های جیمز و هلوی غول پیکر و کورالاین را کارگردانی کرد و تیم برتون به سراغ عروس مرده‌ها و فرانکن وینی رفت. 
یکی دیگر از اعجوبه‌های انیمیشن خمیری نیک پارک است. او که خالق شخصیت‌هایی همچون والاس و گرومیت است به خاطر فیلم والاس و گرومیت: نفرین موجود خرگوش نما، برندهٔ جایزهٔ بهترین اثر پویانمایی از آکادمی اسکار شده‌است.
فرار مرغی، از دیگر آثار این کارگردان رکورد پرفروش‌ترین اثر پویانمایی را با فروش بالغ بر ۲۲۵ میلیون دلار از آن خود کرده‌است.
از دیگر آثار استاپ موشن معروف می‌توان به دزدان دریایی، سریال شاون گوسفنده، آقای فاکس شگفت‌انگیز، باکس ترولز، پینگو، پت و مت، پارانورمن و مری و مکس اشاره کرد.
از میان این آثار، مری و مکس جزو معدود انیمیشن‌هایی است که مخاطبین هدف اش ردهٔ سنی بالای بیست سال هستند و به هیچ وجه برای کودکان نوشته نشده‌است. ساخت این انیمیشن حدود ۵ سال طول کشید و کارگردان آن آدام الیوت نام دارد. او نیز برای یکی از انیمیشن‌های کوتاه استاپ موشن خود برندهٔ اسکار انیمیشن کوتاه شده‌است. نحوهٔ نگارش الیوت بسیار قابل تأمل است و اغلب دنیای نوآر و سیاهی را به تصویر می‌کشد که شخصیت‌هایش در عین این که خنگ و بامزه به نظر می‌رسند اما دارای طرز فکری شخصی و فلسفه‌ای محکم و متفکرانه هستند.

## انواع استاپ موشن[۱]
1. Object Animation (انیمیشن اشیاء): به سبکی گفته می‌شود که شما می‌توانید با استفاده از تمامی اشیاء اطرافتان به خلق ایده و داستانتان بپردازید.
2. Pixilation : در این روش انسان هم می‌تواند در روایت داستان شما نقش‌آفرینی داشته باشد و کاری متفاوت را برای مخاطبین به نمایش بگذارد.
3. Claymation  (انیمیشن خمیری): آبجکت‌ها در این سبک، از خمیر ساخته می‌شوند. انیمیشن پر بازدید و محبوب «بره ناقلا» در همین سبک استاپ موشن ساخته شده است.
4. Puppet Animation (انیمیشن عروسکی): در سبک عروسکی شما می‌توانید از کاراکترهای عروسکی، با هر نوع متریالی برای خلق داستان‌تان استفاده کنید. انیمیشن‌های «آقای گوزن» یا «قصه‌های بازار» از نمونه کارهای ایرانی از این سبک هستند.
5. Cutout: در سبک کات اوت شما با برش انواع کاغذ، مقوا یا پارچه و حرکت فریم به فریم آن‌ها شروع به روایت داستان‌تان می‌کنید.
6. Silhouette Animation (انیمیشن سایه‌ای): این سبک را می‌توان نوعی از سبک کات اوت دانست که تنها با نور و سایه سر و کار دارد و با بازی نور و سایه‌ها داستان‌پردازی می‌کند.[۱]

## چگونه توهم حرکت را به خوبی ایجاد کنیم؟[۳]
استاپ موشن در واقع ایجاد توهم حرکت در ذهن مخاطب است. حالا میخواهیم ببینیم چطور میتوانیم این توهم حرکت را به زیبایی و بدون نقص انجام دهیم تا گیرایی پیام بیشتر باشد و این توهم برای مخاطب باور پذیرتر باشد.
نکات اصلی  ساخت استاپ موشن انیمیشن (stop-motion basic tips) را میتوان در شش مورد خلاصه کرد:

### انتخاب کاراکتر یا سوژه مناسب
قسمت مهم در مورد استاپ موشن این است که تقریباً هر چیزی می تواند به یک شخصیت تبدیل شود. پس شما باید سعی کنید متناسب با داستانتان کاراکتر مناسب را انتخاب کنید.

### نور مناسب
از مهم ترین نکات ساخت استاپ موشن نور مناسب است. توجه داشته باشید نوری که شما استفاده می کنید باید نور مصنوعی و ثابت باشد و حتما از تاثیر نور خورشید بر روی کار جلوگیری کنید.

### دوربین
برای تولید استاپ موشن دوربین های مختلفی میتوان استفاده کرد حتی دوربین های موبایل میتوانند این کار را برای ما انجام بدهند. فقط کافیست نرم افزار مناسب را روی موبایل خود نصب کنیم و ساخت انیمیشن را شروع کنیم. نرم افزار های مختلفی هم برای موبایل وجود دارد که از بهترین آن ها میتوان به نرم افزار stop motion studio اشاره کرد

### تنظیمات دوربین
این نکته را هیچ وقت فراموش نکنید که در پروسه استاپ موشن تمامی تنظیمات دوربین از جمله وایت بالانس و ایزو و سرعت شاتر و حتی فوکوس و استابلایزر لنز همگی باید روی حالت تنظیم دستی یا manual باشد و همه آنها را باید از حالت خودکار یا auto بردارید.

### سه پایه دوربین
هنگام شروع کار ، بهتر است دوربین خود را در موقعیت ثابت مانند سه پایه قرار دهید تا حرکت به صفر برسد. اطمینان حاصل کنید که صحنه و سوژه شما در فوکوس هستند. سه پایه مناسب از مهمترین ارکان استاپ موشن است که باید به آن اهمیت دهید و برای فیکس کردن دوربین وقت بگذارید.

### نرم افزار ساخت استاپ موشن
تعداد زیادی نرم افزار وجود دارد که میتوان برای ساخت استاپ موشن از آنها استفاده کرد ولی نرم افزاری که ما پیشنهاد میکنیم و تقریبا در بسیاری از کارهای حرفه ای استاپ موشن استفاده می شود نرم افزار dragonframe است. این نرم افزار کاملا به شما امکان دسترسی به تنظیمات دوربین را میدهد و میتوانید به راحتی دوربین را از راه دور کنترل کنید. نرم افزاری که برای کار با موبایل پیشنهاد میکنیم نرم افزار stop motion studio هست که میتوانید آن را نصب و در هر جایی از آن استفاده کنید و یک انیمیشن استاپ موشن زیبا را خلق کنید.